# Alfredo Keil

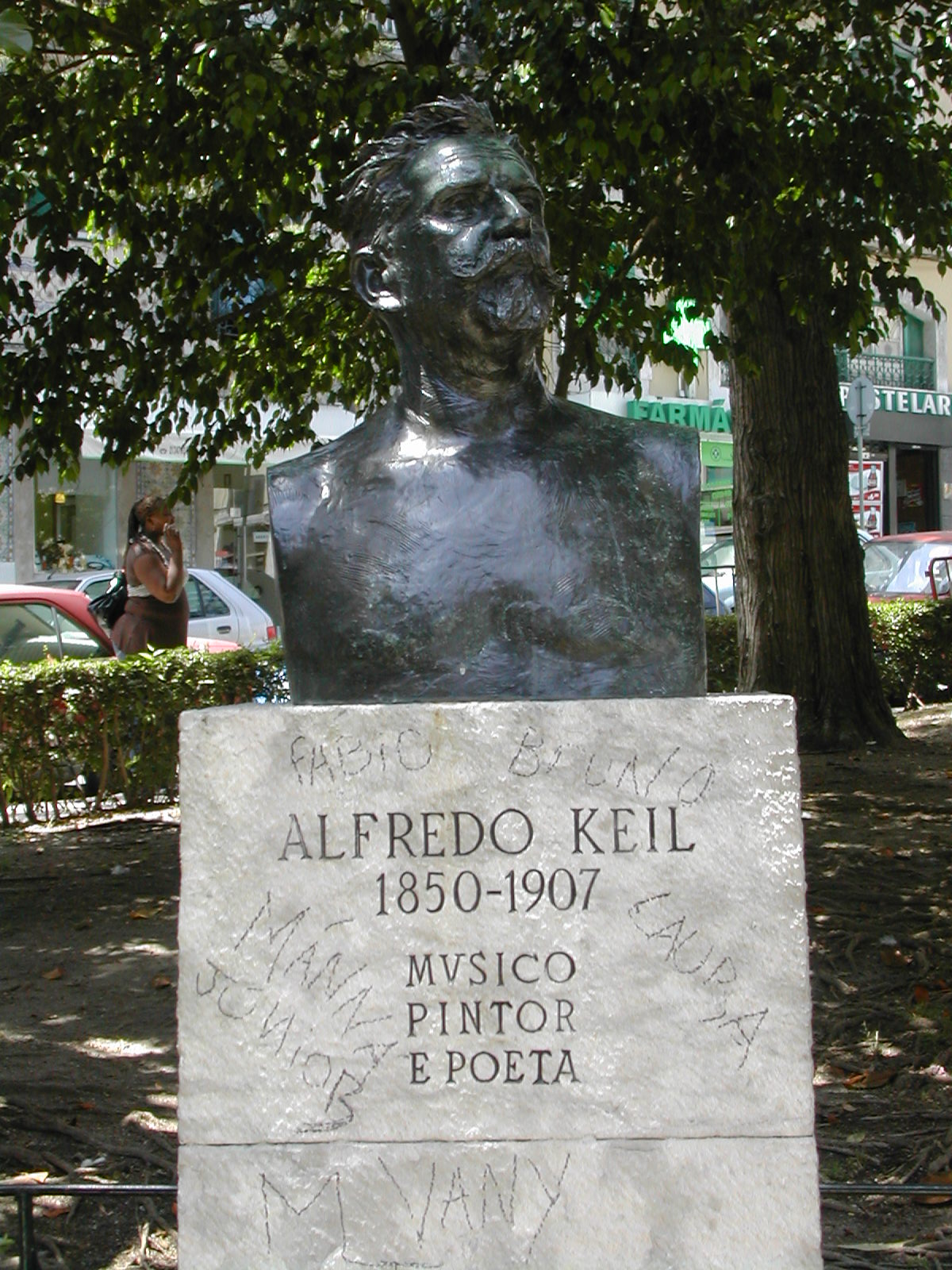
Gedenkbüste Alfredo Keil im Jardim Alfredo Keil, Lissabon

Alfredo Keil (* 3. Juli 1850 in Lissabon; † 4. Oktober 1907 in Hamburg) war ein portugiesischer Komponist, Maler und Sammler portugiesischer Kunst. Bekannt ist Keil als Komponist der portugiesischen Nationalhymne (A Portuguesa).

## Lebensweg
Keils Eltern waren die Elsässerin Maria Josefina Stellflug und der deutsche Schneider am königlichen Hofe, Hans-Christian Keil (später João Cristiano Keil). Keils Vater wurde vor der Geburt seines Sohnes portugiesischer Staatsbürger, so dass auch Alfredo Keil Portugiese war.
In seiner Jugend genoss er eine ausgezeichnete Erziehung. In Nürnberg und München studierte er Kunst und Musik. Mit Beginn des Deutsch-Französischen Kriegs 1870 kehrte er nach Portugal zurück, um in Lissabon weiter zu studieren. Keil war verheiratet mit Cleyde Cinatty, Tochter eines italienischen Bildhauers und Architekten.
Im Jahre 1907 starb er an den Folgen eines chirurgischen Eingriffes, dem er sich in Hamburg unterzog. Sein Grab befindet sich auf dem Lissabonner Friedhof Cemitério dos Prazeres. In Lissabon gibt es eine Gedenktafel am Praça da Alegria, nahe der Avenida da Liberdade, die an Alfredo Keil erinnert. Die Gedenktafel ist im 0,5 Hektar großen „Jardim Alfredo Keil“ untergebracht.

## Künstlerisches Wirken

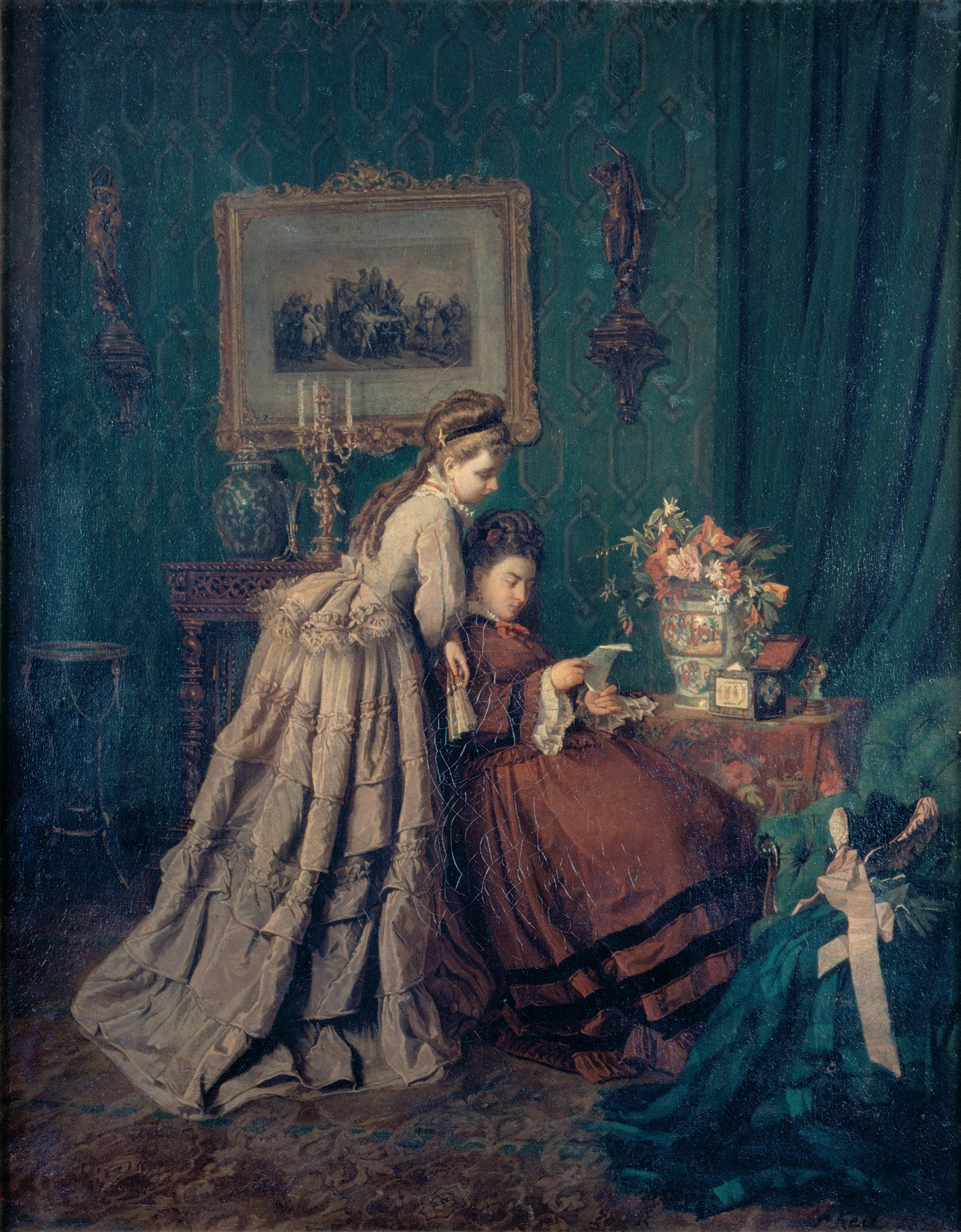
A Carta

Bereits mit 12 Jahren komponierte er das Werk „Pensée Musicale“ und widmete es seiner Mutter. Später wurde er auch im Bereich der Malerei tätig und bewies hier eine ebenso bemerkenswerte Begabung. Musikalisch wurde er gefördert von Antonio Soares, Ernesto Vieira und Oscarda la Cinna. Die Malerei studierte er bei Künstlern, wie Joaquim Prito, Miguel Ângelo Lupi und Wilhelm von Kaulbach.

## Musik
Keil war musikalisch ein Einzelgänger der ausgehenden Romantik. In regem Kontakt stand er unter anderem mit Komponisten wie Giuseppe Verdi, Giacomo Puccini, Pietro Mascagni und Jules Massenet, dem er auch seine erfolgreiche Oper „Serrana“ widmete. Mit dieser Oper, deren Titel sich mit „Die Frau aus den Bergen“ übersetzen lässt, versuchte er die Vorherrschaft der fremdsprachlichen Oper aus Frankreich, Italien und Deutschland zu brechen und Portugal als musikalische Kulturnation zu etablieren. „Serrana“ spielt ca. im Jahre 1820 und handelt von einer Frau, die zwischen zwei Männern aus verfeindeten Dörfern steht. Im Klavierauszug wird die Oper als „drama lyrico“ bezeichnet. Sie wurde am 13. März 1899 im Teatro Nacional de São Carlos in Lissabon uraufgeführt.
Weitere Opern von Keil sind:
- „Susana“, ópera cómica, 1 Akt (uraufgeführt 1883 in Lissabon)
- „Donna Bianca“, drama lírico 4 Akte (1893 in Lissabon, in italienischer Sprache)
- „Irena“, drama lírico 4 Akte (1893 in Turin)
- „A Índia“, wurde nicht vollendet
- „Simão Ruivo“, wurde nicht vollendet

Die Oper „Donna Bianca“ war ein riesiger kommerzieller Erfolg in Portugal und Europa. Keil war danach europaweit ein gern gesehener Gast bei Adligen und Königen.
Des Weiteren schrieb er Polkas, Fadomusik, Walzer und Stücke für Klavier und Gesang.
Sein bekanntestes Stück ist allerdings das Lied „A Portuguesa“, das im Jahre 1911 zur portugiesischen Nationalhymne wurde. Henrique Lopes de Mendonça schrieb den Text dazu. Das 1890–1891 komponierte patriotische Lied hatte seinen Ursprung in einer starken nationalistischen Bewegung, die Portugal in diesem Zeitraum ergriffen hatte. Die Ursache war ein englisches Ultimatum. Portugal war seinerzeit bestrebt, die beiden Kolonien Angola und Mosambik zu verbinden. Dazwischen lag allerdings britisches Territorium, und Großbritannien wollte eine Eisenbahnverbindung von Kapstadt nach Kairo zu bauen. Der damalige Premierminister Salisbury forderte Portugal auf, seine Ansprüche aufzugeben, was die portugiesische Regierung dann auch tat. Dieses führte zu einem Aufschrei des Volkes, das sich gedemütigt sah. Zwei Regierungen stürzten über diesen Vorgang.

## Malerei
Keil malte in seinem Leben circa 2000 Bilder. Der Großteil seiner Bilder sind Landschaftsporträts.